# Isla Peñascosa
La isla Peñascosa (en inglés: Cliff Island) es una de las islas Malvinas. Se encuentra en la costa oeste de la isla Gran Malvina, entre la bahía 9 de Julio y el puerto Norte. Al este se encuentran las islas Bense y al norte la península que posee las Alturas San Francisco de Paula y el monte Tormenta.